# Frey Samsioe
Carl Axel Frey Samsioe, född 9 oktober 1890 i Hörby församling, Malmöhus län, död 20 mars 1972, var en svensk väg- och vattenbyggnadsingenjör.
Samsioe avlade 1912 civilingenjörsexamen vid Kungl. Tekniska Högskolan i Stockholm och blev 1935 teknologie doktor. Han var anställd vid Vattenbyggnadsbyrån  1912-1916 och 1919-1955, samt vid Whangpoo Conservancy Board i Shanghai 1917-1918. Han invaldes 1931 som ledamot av Ingenjörsvetenskapsakademien.